# میرزا محمدعلی نوری

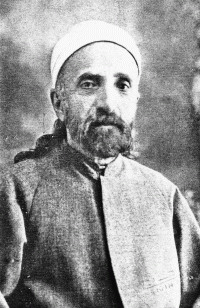
میرزا محمدعلی (غصن اکبر)، از پسران میرزا حسینعلی نوری (بهاءالله)

میرزا محمدعلی (۱۸۵۳–۱۹۳۷) یکی از پسران میرزا حسینعلی نوری (بهاءالله)، بنیان‌گذار آیین بهائی، بود. بهاءالله به پسران خود لقب اغصان (جمع کلمه غصن به معنی شاخه) داده بود. او پسر ارشدش، عبدالبهاء، را «غصن اعظم» و محمدعلی را «غصن اکبر» نامید.

## سال‌های آغازین زندگی
میرزا محمدعلی دومین پسری بود که از بهاءالله بر جای ماند. او در اولین سال تبعید پدرش در بغداد به دنیا آمد. مادر او مهدعلیا بود.

## جانشینی بهاءالله
بهاءالله به‌طور رسمی و مشخص در وصیت‌نامه‌اش(کتاب عهدی) که به دست‌خط خود نوشته بود عبدالبهاء را به عنوان جانشین خود اعلام نموده و از بازماندگان خواسته بود تا پس از وی به عبدالبهاء روی بیاورند. این وصیت‌نامه اندک زمانی پس از درگذشت بهاءالله در جمع بزرگی خوانده شد. در این وصیت‌نامه همچنین ذکر شده بود که میرزا محمدعلی -پسر دوّم بهاءالله- در رتبهٔ دوم بعد از عبدالبهاء قرار دارد. بهاءالله، عبدالبهاء را «غصن اعظم» به معنی بزرگ‌ترین شاخه و محمدعلی را «غصن اکبر» به معنی شاخهٔ بزرگ‌تر نامید. جانشینی عبدالبهاء دور از انتظار و تعجب‌برانگیز نبود و اکثریت قریب به اتفاق بهائیان مطابق کتاب عهدی، عبدالبهاء را به عنوان مبیّن و مفسّر رسمی آثار بهاءالله، مرکز عهد و میثاق و سرمشقی از زندگی بهائی پذیرفتند.
اندکی بعد امّا، محمدعلی، برادر ناتنی عبدالبهاء، برخلاف این وصیت‌نامه عمل کرده، مرجعیّت عبدالبهاء را انکار کرد و در ابتدا به صورت پنهان و سپس آشکار به مخالفت با او پرداخت. اگرچه این مخالفت‌ها نتوانست در وفاداری تودهٔ بهائیان به عبدالبهاء خللی وارد کند، امّا باعث بروز مشکلات برای عبدالبهاء از جانب مقامات عثمانی شد. از جمله زیر نظر گرفتن عبدالبهاء توسط دولت عثمانی و برنامه برای تبعید او به بیایان‌های شمال آفریقا که مورد دوم به دلیل انقلاب ترکان جوان در سال ۱۹۰۸ که به آزادی زندانیان سیاسی دولت عثمانی انجامید اتفاق نیفتاد.
این مخالفت‌های طولانی مدّت باعث شد که عبدالبهاء توّجه بهائیان را به اصل «عهد و میثاق» جلب نماید. این اصل بیان می‌کند که در هر زمان، پیروی از آن مرجعی که برای ادارهٔ جامعه تعیین شده، باعث حفظ اتحاد جامعهٔ بهائی می‌شود. عبدالبهاء کسانی که این عهد و میثاق را زیر پا گذاشته بودند از جمله میرزا محمدعلی را «ناقض عهد و میثاق» اعلام کرد.